# Apraea
Apraea es un género de coleóptero de la familia Chrysomelidae.

## Especies
Las especies de este género son:
- Apraea metallica Medvedev, 2004
- Apraea oculata Medvedev, 2004